# 查拉塔
27°13′S 61°12′W / 27.217°S 61.200°W

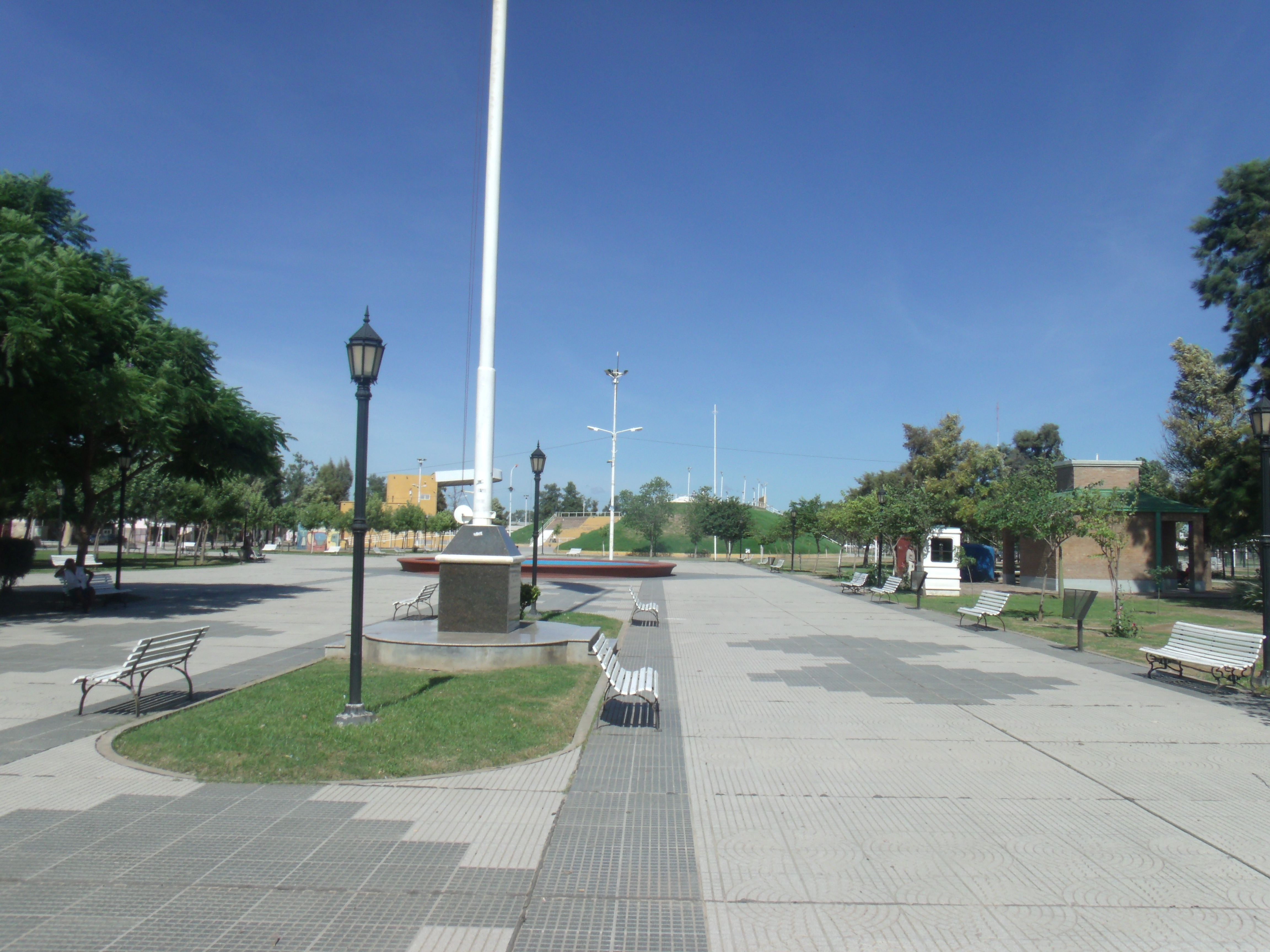
查拉塔

查拉塔（西班牙語：Charata），是阿根廷的城鎮，位於該國西北部查科省，是查卡布科縣的首府，距離雷西斯滕西亞280公里，始建於1914年10月4日，海拔高度85米，2012年人口27,379。